# Mark Lester
Mark Lester, född Letzer den 11 juni 1958 i Oxford, är en brittisk före detta barnskådespelare som framför allt är känd för sin roll som den föräldralöse pojken Oliver Twist i filmmusikalen Oliver! från 1968.

## Biografi och skådespelarkarriär
Mark Lester är son till skådespelaren och producenten Michael Lester och skådespelerskan Rita Lester. Han har tre döttrar och en son och bor i Cheltenham, England där han försörjer sig som osteopat med egen klinik. Lester skilde sig från sin hustru 2004. Han var även långvarig och nära vän till popstjärnan Michael Jackson.
Redan som femåring började Lester ta teaterlektioner och han debuterade som sexåring i filmen The Counterfeit Constable. Som nioåring valdes han bland 250 andra barn ut till huvudrollen i musikalen Oliver!, baserad på romanen Oliver Twist av Charles Dickens. Filmen vann fem Oscar vid Oscarsgalan 1969, bland annat bästa film, bästa regi och bästa musik. Mark Lesters framträdande i filmen gjorde att hans internationella filmkarriär som barnskådespelare fick en rejäl skjuts framåt och en rad filmer följde. Dock nådde ingen av dem samma uppmärksamhet som Oliver.
I filmen Run Wild, Run Free från 1969 spelar Lester den mutistiske pojken Philip Ransome som med stöd av en pensionerad överste, en jämnårig flicka och en falkunge långsamt kommer ut ur sitt skal. Black Beauty, baserad på en bok av Anne Sewell, om den svarta hingsten som tas omhand av pojken Joe, kom 1971. Samma år kom Melody med musik av popgruppen The Bee Gees. Filmen handlar om två ungdomar (Lester och Tracy Hyde) som trots sin ringa ålder vill gifta sig med varandra, och rönte stor framgång i Japan. I den psykologiska thrillern Diabólica Malicia eller What the Peeper Saw från 1972 hade Lester svenska Britt Ekland som sin motspelerska.
Så småningom började filmrollserbjudandena att avta och vid 18 års ålder slutade Lester att spela in film. Hans sista framträdande blev i filmen Crossed Swords från 1977, där en fattig pojke och prinsen av England byter identitet. Efter filmkarriären utbildade sig Lester till osteopat och driver nu en egen klinik.
Lester har ständigt förknippats med sin roll som pojken i Oliver! och har som vuxen medverkat i flera intervjuprogram om den rollen. År 2005 återsågs många av skådespelarna från Oliver för att besöka Sheppertonstudion i Surrey, England och för att återuppleva gamla minnen. Den känslosamma återföreningen visas som ett avsnitt i dokumentärserien After They Were Famous.

## Filmografi
| Film                                                  | År   | Roll              |
| ----------------------------------------------------- | ---- | ----------------- |
| The Counterfeit Constable                             | 1964 | Gérald            |
| Spaceflight IC-1: An Adventure in Space               | 1965 | Don Saunders      |
| Fahrenheit 451                                        | 1966 | Robert, skolpojke |
| Our Mother's House                                    | 1967 | Jiminee           |
| Oliver!                                               | 1968 | Oliver Twist      |
| Run Wild, Run Free                                    | 1969 | Philip Ransome    |
| Sudden Terror/Eyewitness                              | 1970 | Ziggy (Timothy)   |
| Whoever Slew Auntie Roo?                              | 1971 | Christopher       |
| Melody                                                | 1971 | Daniel            |
| Black Beauty                                          | 1971 | Joe Evans         |
| Diabólica malicia/What the Peeper Saw/The Night Child | 1972 | Marcus            |
| Senza ragione                                         | 1973 | Lennox Duncan     |
| Little Adventurer                                     | 1973 | Mike Richard      |
| Scalawag                                              | 1973 | Jamie             |
| Love under Elms                                       | 1974 | Skådespelare      |
| Crossed Swords                                        | 1977 | Edward/Tom        |

| TV-film eller TV-serie                                                 | År   | Roll              |
| ---------------------------------------------------------------------- | ---- | ----------------- |
| Secret Agent: Dangerous Secret                                         | 1966 | Pojke             |
| Court Martial: Retreat from Life                                       | 1966 | Paolo Stevens     |
| Then Came Bronson: The Runner                                          | 1969 | Johnny-The Runner |
| The Ghost & Mrs. Muir: Puppy Love och Spirit of the Law                | 1969 | Mark Helmore      |
| The Wonderful World of Disney: The Boy who Stole the Elephant; 2 delar | 1970 | Davey             |